# Diecezja Yichang
Diecezja Yichang (łac. Dioecesis Iciamensis, chiń. 天主教宜昌教区) – rzymskokatolicka diecezja ze stolicą w Yichang, w prowincji Hubei, w Chińskiej Republice Ludowej. Biskupstwo jest sufraganią archidiecezji Hankou.

## Historia
Katolicy na tych terenach pojawili się w XVII w.
2 września 1870 papież Pius IX brewe Quae Christianae rei erygował wikariat apostolski południowo-zachodniego Hubei. Dotychczas wierni z tych terenów należeli do wikariatu apostolskiego Hubei (obecnie archidiecezja Hankou).
3 grudnia 1924 zmieniono nazwę na wikariat apostolski Yichang (Ichang). 7 lipca 1936 wydzielono z niego prefekturę apostolską Shashi, a 14 czerwca 1938 wikariat apostolski Shinan (obecnie diecezja Shinan).
W wyniku reorganizacji chińskich struktur kościelnych dokonanych przez Piusa XII 11 kwietnia 1946 wikariat apostolski Yichang został podniesiony do rangi diecezji.
Z 1950 pochodzą ostatnie pełne, oficjalne kościelne statystyki. Diecezja Yichang liczyła wtedy:
- 15 078 wiernych (0,3% społeczeństwa)
- 57 kapłanów (15 diecezjalnych i 42 zakonnych)
- 77 sióstr zakonnych
- 156 parafii.

Od zwycięstwa komunistów w chińskiej wojnie domowej w 1949 diecezja, podobnie jak cały prześladowany Kościół katolicki w Chinach, nie może normalnie działać. Po śmierci bp Pierre’a-Henriego-Noëla Gubbelsa OFM w 1950 Stolicy Apostolskiej nie udało się powołać jego następcy.
W 1959 Patriotyczne Stowarzyszenie Katolików Chińskich mianowało swojego ordynariusza Paula Francisa Zhang Mingqiana OFM. Przyjął on sakrę biskupią bez zgody papieża, czym zaciągnął na siebie ekskomunikę latae sententiae. W późniejszych latach pojednał się z papieżem i uzyskał akceptację Stolicy Piotrowej. W czasie rewolucji kulturalnej skazany na reedukację przez pracę, jednak dzięki wykształceniu medycznemu uniknął obozu i karę odbył pracując w szpitalu. Zwolniony w 1978, powrócił do diecezji, której przewodził do śmierci w 2005. Praktykował również jako lekarz, przekazując swoje zarobki na rzecz seminarzystów.
Następcą bp Zhang Mingqiana został Tujiańczyk Francis Lü Shouwang. Cieszył on się uznaniem zarówno Stolicy Apostolskiej, jak i rządu w Pekinie. Zmarł w 2011. Dotychczas nie mianowano jego następcy.

## Ordynariusze

Herb bp Francisa Lü Shouwanga

biskup Filippi był Włochem, pozostali hierarchowie do 1950 byli Belgami

### Wikariusze apostolscy
- Alessio Maria Filippi OFMRef (1870 – 1888)
- Benjamin Christiaens OFMRec (1889 – 1899)
- Theotimus Jozef Verhaegen OFM (1900 – 1904)
- Modeste Jean-Baptiste Everaerts OFM (1905 – 1922)
- Jean Trudon Jans OFM (1923 – 1929)
- Pierre-Henri-Noël Gubbels OFM (1930 – 1946)

### Biskupi
- Pierre-Henri-Noël Gubbels OFM (1946 – 1950)
- Paul Francis Zhang Mingqian OFM (1959 – 2005) początkowo antybiskup
  - Francis Lü Shouwang (2005 – 2007) administrator
- Francis Lü Shouwang (2007 – 2011)
- sede vacante (2011 – nadal)